# کالبدگشایی
کالبدگشایی یا اتوپسی (به فرانسوی: autopsie) معاینه و بررسی جسد از طریق برش و آزمایش برای تعیین علت مرگ یا تعیین ماهیت تغییرات آسیب‌شناختی است.

## واژه شناسی
اتوپسی یک واژه مشتق شده از واژه آوتوپسیا (یونانی: αὐτοψία) در زبان یونانی باستان است. این واژه در اصل به معنای «دیدن خویش» می‌باشد. اتوس یعنی «خویش» (αὐτός) و اوپسیس (ὄψις) یعنی «دیدن» یا «نگاه کردن». واژه اتوپسی از سده هفدهم میلادی در علم پزشکی به کار گرفته می‌شود. در زبان فارسی به اتوپسی کالبدگشایی گفته می‌شود.

## مراحل اجرایی کالبدگشایی
معمولاً این کار با اهداف قانونی یا علمی و توسط پزشک متخصص آسیب‌شناس یا متخصص پزشکی قانونی در ایران در سازمان پزشکی قانونی انجام می‌گیرد. کالبدگشایی علمی در دانشگاه‌ها و مراکز علمی با اهداف تحقیقاتی، آموزشی یا… صورت می‌گیرد ولی کالبدگشایی قانونی اغلب در مراکز پزشکی قانونی و با حکم دادگاه جهت تعیین علت مرگ و صدورگواهی فوت (در موارد مشکوک یا موارد دارای پرونده قضایی) انجام می‌شود.

## فرق کالبدگشایی باکالبدشکافی
کالبدگشایی اغلب برای کشف علت حقیقی مرگ انجام شده و از طریق برش دادن و آزمایش خون و ترشحات جسد، جهت بررسی علت مرگ صورت می‌گیرد. اما کالبدشکافی به معنای تشریح است و اغلب جنبه آموزشی داشته و در دانشگاه‌ها و مراکز آموزشی پزشکی کاربرد دارد. اگرچه در برخی مواقع که دانستن علت مرگ بسیار مهم بوده و با تکنیک رایج کالبدگشایی نتیجه‌ دقیقی حاصل نشود ناگزیر باید کالبدشکافی انجام شود.